# Vòng loại Cúp bóng đá U-23 châu Á 2022
Vòng loại Cúp bóng đá U-23 châu Á 2022 là một giải đấu bóng đá quốc tế được Liên đoàn bóng đá châu Á (AFC) tổ chức nhằm xác định các đội tuyển tham dự Cúp bóng đá U-23 châu Á 2022, giải đấu hai năm một lần dành cho những cầu thủ trẻ dưới 23 tuổi của châu Á (trước đây là Giải vô địch bóng đá U-23 châu Á).
Tổng cộng 16 đội đã vượt qua vòng loại để tham dự vòng chung kết, bao gồm cả Uzbekistan đã tự động giành quyền tham dự với tư cách là quốc gia chủ nhà.
Do không tuân thủ các quy định về doping tại một số giải đấu thể thao trước đó, vào đầu tháng 10 năm 2021, Cơ quan phòng chống doping thế giới (WADA) đã cấm Indonesia và Thái Lan sử dụng quốc kỳ của họ trong tất cả các giải đấu thể thao trên thế giới (bao gồm bóng đá) trong vòng một năm, ngoại trừ Thế vận hội. Indonesia đã chuẩn bị cờ của liên đoàn của mình, phòng trường hợp đội của họ bị cấm sử dụng quốc kỳ.

## Bốc thăm
42 trong tổng số 47 thành viên của AFC đã tham dự vòng loại, riêng Pakistan đã bị FIFA cấm tham dự. Đã có 5 đội bóng xin rút lui khỏi giải đấu, bao gồm Macau, Triều Tiên, Trung Quốc, Brunei và Afghanistan.
Mặc dù đã là chủ nhà của vòng chung kết, Uzbekistan cũng tham dự vòng loại, nhưng kết quả thi đấu của họ sẽ không được tính đến trong việc xét các đội vượt qua vòng loại. 
Lễ bốc thăm được tổ chức vào lúc 12:00 (UTC+5) ngày 9 tháng 7 năm 2021 tại Tashkent, Uzbekistan. 42 đội tuyển được bốc thăm chia thành chín bảng bốn đội và hai bảng ba đội. Tại vòng loại, các đội sẽ được phân chia theo hai khu vực:
- Phía Tây: 23 đội đến từ khu vực Tây Á, Trung Á và Nam Á được bốc thăm vào năm bảng gồm bốn đội và một bảng gồm ba đội (Bảng A–F).
- Phía Đông: 17 đội đến từ khu vực ASEAN (Đông Nam Á) và Đông Á được bốc thăm vào bốn bảng gồm bốn đội và một bảng gồm ba đội (Bảng G–K).

Hạt giống của các đội được xác định theo thành tích tại vòng chung kết và vòng loại của Giải vô địch bóng đá U-23 châu Á 2020 (xếp hạng tổng thể được hiển thị trong dấu ngoặc đơn). 11 đội tuyển được xác định là chủ nhà của các bảng đấu vòng loại trước khi bốc thăm được chia vào các bảng riêng biệt.
Vào ngày 29 tháng 7 năm 2021, CHDCND Triều Tiên đã rút lui khỏi vòng loại do những lo ngại về an toàn liên quan đến đại dịch COVID-19. Để cân đối lại số lượng đội tuyển ở các bảng đấu, AFC đã tiến hành thêm một cuộc bốc thăm vào ngày 11 tháng 8 để chuyển một đội từ các bảng G đến J sang bảng K, sau đó được xác định là Hồng Kông. Vào ngày 11 tháng 10 năm 2021, Trung Quốc cũng đã rút lui khỏi giải đấu với cùng lý do, khiến bảng G chỉ còn lại hai đội.
|           | Nhóm 1                                                                                    | Nhóm 2 | Nhóm 3                                                                                                | Nhóm 4                                                                                         |
| --------- | ----------------------------------------------------------------------------------------- | --- | --- | ---------------------------------------------------------------------------------------------- |
| Phía Tây  | 1. Ả Rập Xê Út (2) 2. Syria (5) 3. Jordan (6) (H) 4. UAE (8) (H) 5. Iran (9) 6. Iraq (10) | 1. Qatar (12) (H) 2. Bahrain (15) (H) 3. Tajikistan (18) (H) 4. Oman (19) 5. Palestine (22) 6. Bangladesh (25) | 1. Kuwait (26) (H) 2. Afghanistan (27) 3. Turkmenistan (28) 4. Ấn Độ (29) 5. Liban (32) 6. Yemen (35) | 1. Kyrgyzstan (38) (H)* 2. Nepal (39) 3. Maldives (43) 4. Sri Lanka (44) 5. Uzbekistan (4) (Q) |
| Phía Đông | 1. Hàn Quốc (1) 2. Úc (3) 3. Thái Lan (7) 4. CHDCND Triều Tiên (13) (W) 5. Việt Nam (14)  | 1. Nhật Bản (16) 2. Trung Quốc (17) (W) 3. Malaysia (20) 4. Myanmar (21) 5. Singapore (23) (H)                 | 1. Hồng Kông (24) 2. Indonesia (30) (H) 3. Lào (31) 4. Campuchia (33) 5. Đông Timor (34)              | 1. Đài Bắc Trung Hoa (36) (H) 2. Mông Cổ (37) (H) 3. Philippines (40) 4. Brunei (42) (W)       |

| Phía Tây  | - Bhutan (43) - Pakistan (X) (NR)                         |
| Phía Đông | - Guam (NR) - Ma Cao (44) - Quần đảo Bắc Mariana (N) (NR) |

Ghi chú
- Các đội được in đậm đã vượt qua vòng loại để thi đấu tại vòng chung kết.
- (H): Đội chủ nhà tại vòng loại, dấu * cho biết đội đã được chỉ định làm chủ nhà sau khi bốc thăm
- (N): Không phải là thành viên của Ủy ban Olympic Quốc tế, không đủ tư cách tham dự Thế vận hội
- (Q): Đội chủ nhà của vòng chung kết, tự động vượt qua vòng loại bất kể kết quả vòng loại
- (W): Rút lui sau khi bốc thăm
- (X): Bị FIFA cấm tham dự
- NR: Không được xếp hạng

### Kết quả bốc thăm
Kết quả bốc thăm đã xác định các bảng đấu như sau:
| MS | Đội       |
| -- | --------- |
| A1 | Syria     |
| A2 | Qatar     |
| A3 | Yemen     |
| A4 | Sri Lanka |

| MS | Đội        |
| -- | ---------- |
| B1 | Iran       |
| B2 | Tajikistan |
| B3 | Liban      |
| B4 | Nepal      |

| MS | Đội             |
| -- | --------------- |
| C1 | Iraq            |
| C2 | Bahrain         |
| C3 | Afghanistan (W) |
| C4 | Maldives        |

| MS | Đội         |
| -- | ----------- |
| D1 | Ả Rập Xê Út |
| D2 | Bangladesh  |
| D3 | Kuwait      |
| D4 | Uzbekistan  |

| MS | Đội        |
| -- | ---------- |
| E1 | UAE        |
| E2 | Oman       |
| E3 | Ấn Độ      |
| E4 | Kyrgyzstan |

| MS | Đội          |
| -- | ------------ |
| F1 | Jordan       |
| F2 | Palestine    |
| F3 | Turkmenistan |

| MS | Đội            |
| -- | -------------- |
| G1 | Úc             |
| G2 | Trung Quốc (W) |
| G3 | Indonesia      |
| G4 | Brunei (W)     |

| MS | Đội         |
| -- | ----------- |
| H1 | Hàn Quốc    |
| H2 | Singapore   |
| H3 | Đông Timor  |
| H4 | Philippines |

| MS | Đội               |
| -- | ----------------- |
| I1 | Việt Nam          |
| I2 | Myanmar           |
| I3 | Đài Bắc Trung Hoa |

| MS | Đội      |
| -- | -------- |
| J1 | Thái Lan |
| J2 | Malaysia |
| J3 | Lào      |
| J4 | Mông Cổ  |

| MS | Đội                   |
| -- | --------------------- |
| K1 | Hồng Kông             |
| K2 | Nhật Bản              |
| K3 | Campuchia             |
| K4 | CHDCND Triều Tiên (W) |

Đội in đậm là những đội giành quyền tham dự vòng chung kết. (W): Đội đã rút lui khỏi giải đấu.

## Độ tuổi tham dự
Các cầu thủ sinh từ ngày 1 tháng 1 năm 1999 trở về sau có đủ điều kiện để tham dự giải đấu.

## Thể thức
Trong mỗi bảng, các đội tuyển thi đấu vòng tròn một lượt tại một địa điểm trung lập. Mười một đội nhất bảng và bốn đội nhì bảng có thành tích tốt nhất giành quyền dự vòng chung kết. Riêng với bảng G, do Brunei và Trung Quốc bỏ giải, hai đội còn lại (Úc và Indonesia) sẽ thi đấu với nhau theo thể thức hai lượt. Chỉ có đội thắng cuộc được tham dự vòng chung kết, còn đội thua bị loại ngay lập tức.

### Các tiêu chí
Các đội được xếp hạng theo điểm (3 điểm cho một trận thắng, 1 điểm cho một trận hòa, 0 điểm cho một trận thua), và nếu bằng điểm, các tiêu chí sau đây sẽ được áp dụng theo thứ tự để xác định thứ hạng (Quy định mục 9.3):
1. Điểm trong các trận đối đầu trực tiếp giữa các đội có liên quan;
2. Hiệu số bàn thắng thua trong các trận đối đầu trực tiếp giữa các đội có liên quan;
3. Số bàn thắng ghi được trong các trận đối đầu trực tiếp giữa các đội có liên quan;
4. Nếu có nhiều hơn hai đội bằng điểm, và sau khi áp dụng tất cả các tiêu chí đối đầu ở trên, một nhóm nhỏ các đội tuyển vẫn còn bằng nhau, tất cả các tiêu chí đối đầu ở trên đều được áp dụng lại cho riêng nhóm nhỏ này;
5. Hiệu số bàn thắng thua trong tất cả các trận đấu bảng;
6. Số bàn thắng ghi được trong tất cả các trận đấu bảng;
7. Sút luân lưu nếu chỉ có hai đội liên quan và họ gặp nhau trong trận đấu cuối của bảng;
8. Điểm thẻ phạt (thẻ vàng = –1 điểm, thẻ đỏ gián tiếp (2 thẻ vàng) = –3 điểm, thẻ đỏ trực tiếp = –3 điểm, thẻ vàng và thẻ đỏ trực tiếp = –4 điểm);
9. Bốc thăm.

## Các bảng đấu
Các trận đấu được diễn ra từ ngày 23 tháng 10 đến ngày 2 tháng 11 năm 2021.
| Lượt đấu   | Bảng A–E, H, J       | Bảng A–E, H, J | Bảng F, I, K                      | Bảng F, I, K | Bảng G               | Bảng G   |
| Lượt đấu   | Ngày                 | Trận đấu       | Ngày                              | Trận đấu     | Ngày                 | Trận đấu |
| ---------- | -------------------- | -------------- | --------------------------------- | ------------ | -------------------- | -------- |
| Lượt đấu 1 | 27 tháng 10 năm 2021 | 1 v 4, 2 v 3   | 27 tháng 10 năm 2021              | 3 v 1        | 27 tháng 10 năm 2021 | 2 v 1    |
| Lượt đấu 2 | 29 tháng 10 năm 2021 | 4 v 2, 3 v 1   | 29–30 tháng 10 năm 2021           | 2 v 3        | 30 tháng 10 năm 2021 | 1 v 2    |
| Lượt đấu 3 | 31 tháng 10 năm 2021 | 1 v 2, 3 v 4   | 31 tháng 10 – 2 tháng 11 năm 2021 | 1 v 2        |                      |          |

### Bảng A
- Tất cả các trận đấu được tổ chức tại Qatar.
- Thời gian được liệt kê là UTC+3.

| VT | Đội       | ST | T | H | B | BT | BB | HS  | Đ | Giành quyền tham dự |
| -- | --------- | -- | - | - | - | -- | -- | --- | - | ------------------- |
| 1  | Qatar (H) | 3  | 2 | 1 | 0 | 9  | 1  | +8  | 7 | Vòng chung kết      |
| 2  | Syria     | 3  | 1 | 2 | 0 | 6  | 1  | +5  | 5 |                     |
| 3  | Yemen     | 3  | 1 | 1 | 1 | 3  | 3  | 0   | 4 |                     |
| 4  | Sri Lanka | 3  | 0 | 0 | 3 | 0  | 13 | −13 | 0 |                     |

| Syria                                                              | 5–0      | Sri Lanka |
| ------------------------------------------------------------------ | -------- | --------- |
| - Malta 1' - Bashmani 25', 85' - Al-Hallak 42' - Basith 70' (l.n.) | Chi tiết |           |

| Qatar                         | 3–0      | Yemen |
| ----------------------------- | -------- | ----- |
| - Ali 14', 42' - Mohammed 63' | Chi tiết |       |

| Sri Lanka | 0–5      | Qatar                                                                         |
| --------- | -------- | ----------------------------------------------------------------------------- |
|           | Chi tiết | - Ali 28' (ph.đ.), 90' (ph.đ.) - Abdurisag 39' - Al-Hadhrami 54' - Suhail 61' |

| Yemen | 0–0      | Syria |
| ----- | -------- | ----- |
|       | Chi tiết |       |

| Syria                  | 1–1      | Qatar              |
| ---------------------- | -------- | ------------------ |
| - Abdurisag 18' (l.n.) | Chi tiết | - Waad 45' (ph.đ.) |

| Yemen                                             | 3–0      | Sri Lanka |
| ------------------------------------------------- | -------- | --------- |
| - Al-Dahi 30' - Al-Godaimah 60' - Al-Gahwashi 68' | Chi tiết |           |

### Bảng B
- Tất cả các trận đấu được tổ chức tại Tajikistan.
- Thời gian được liệt kê là UTC+5.

| VT | Đội            | ST | T | H | B | BT | BB | HS  | Đ | Giành quyền tham dự |
| -- | -------------- | -- | - | - | - | -- | -- | --- | - | ------------------- |
| 1  | Iran           | 3  | 3 | 0 | 0 | 9  | 2  | +7  | 9 | Vòng chung kết      |
| 2  | Tajikistan (H) | 3  | 2 | 0 | 1 | 9  | 3  | +6  | 6 | Vòng chung kết      |
| 3  | Liban          | 3  | 1 | 0 | 2 | 4  | 3  | +1  | 3 |                     |
| 4  | Nepal          | 3  | 0 | 0 | 3 | 0  | 14 | −14 | 0 |                     |

| Iran                                                | 4–0      | Nepal |
| --------------------------------------------------- | -------- | ----- |
| - Lamouchi 46' - Nokhodkar 77', 79' - Salmani 90+3' | Chi tiết |       |

| Tajikistan    | 1–0      | Liban |
| ------------- | -------- | ----- |
| - Hanonov 88' | Chi tiết |       |

| Nepal | 0–6      | Tajikistan                                                                                     |
| ----- | -------- | ---------------------------------------------------------------------------------------------- |
|       | Chi tiết | - Mabatshoev 24' - Solehov 32' - Soirov 40' - Azizboev 61' - Hanonov 68' (ph.đ.) - Emomali 72' |

| Liban | 0–2      | Iran                      |
| ----- | -------- | ------------------------- |
|       | Chi tiết | - Lamouchi 5' - Kor 90+4' |

| Iran                    | 3–2      | Tajikistan                            |
| ----------------------- | -------- | ------------------------------------- |
| - Salmani 13', 19', 45' | Chi tiết | - Zoirov 10' - Panjshanbe 22' (ph.đ.) |

| Liban                                       | 4–0      | Nepal |
| ------------------------------------------- | -------- | ----- |
| - Farran 26', 47' - Nasser 74' - Haidar 82' | Chi tiết |       |

### Bảng C
- Tất cả các trận đấu được tổ chức tại Bahrain.
- Thời gian được liệt kê là UTC+3.

| VT | Đội         | ST | T | H | B | BT | BB | HS | Đ | Giành quyền tham dự |
| -- | ----------- | -- | - | - | - | -- | -- | -- | - | ------------------- |
| 1  | Iraq        | 2  | 2 | 0 | 0 | 7  | 0  | +7 | 6 | Vòng chung kết      |
| 2  | Bahrain (H) | 2  | 1 | 0 | 1 | 3  | 3  | 0  | 3 |                     |
| 3  | Maldives    | 2  | 0 | 0 | 2 | 0  | 7  | −7 | 0 |                     |
| 4  | Afghanistan | 0  | 0 | 0 | 0 | 0  | 0  | 0  | 0 | Rút lui             |

1. ↑  Afghanistan rút lui khỏi giải đấu vào ngày 25 tháng 10 năm 2021 vì họ không thể đến Bahrain trước trận đấu đầu tiên do không có các chuyến bay kịp thời từ Kabul theo một tuyên bố chính thức.[12]

| Iraq                                                      | 4–0      | Maldives |
| --------------------------------------------------------- | -------- | -------- |
| - Abdulridha 10' - Sartip 35' (ph.đ.) - Ramadhan 57', 86' | Chi tiết |          |

| Maldives | 0–3      | Bahrain                                          |
| -------- | -------- | ------------------------------------------------ |
|          | Chi tiết | - Fawaz 16' - Qayoom 55' - Al-Asfoor 70' (ph.đ.) |

| Iraq                                             | 3–0      | Bahrain |
| ------------------------------------------------ | -------- | ------- |
| - Abdulkareem 19' - M. Mohammed 42' - Raad 90+3' | Chi tiết |         |

### Bảng D
- Tất cả các trận đấu ban đầu được dự kiến tổ chức tại Kuwait, tuy nhiên AFC quyết định đổi nước chủ nhà do lo ngại ảnh hưởng của đại dịch COVID-19 tại quốc gia này. Vào ngày 19 tháng 9 năm 2021, ban tổ chức thông báo dời khẩn cấp địa điểm thi đấu sang nước chủ nhà vòng chung kết là Uzbekistan.[13]
- Thời gian được liệt kê là UTC+5.
- U-23 Uzbekistan cũng được bốc vào bảng này, nhưng do đã giành quyền tham dự vòng chung kết với tư cách chủ nhà, các trận đấu của họ sẽ chỉ được tính là các trận giao hữu và không được xét đến cho việc xếp hạng ở bảng này và xếp hạng các đội nhì bảng có thành tích tốt nhất.

| VT | Đội         | ST | T | H | B | BT | BB | HS | Đ | Giành quyền tham dự |
| -- | ----------- | -- | - | - | - | -- | -- | -- | - | ------------------- |
| 1  | Kuwait      | 2  | 2 | 0 | 0 | 3  | 1  | +2 | 6 | Vòng chung kết      |
| 2  | Ả Rập Xê Út | 2  | 1 | 0 | 1 | 4  | 2  | +2 | 3 | Vòng chung kết      |
| 3  | Bangladesh  | 2  | 0 | 0 | 2 | 0  | 4  | −4 | 0 |                     |

| Bangladesh | 0–1      | Kuwait          |
| ---------- | -------- | --------------- |
|            | Chi tiết | Al Rasheedi 19' |

| Ả Rập Xê Út                       | 2–2      | Uzbekistan                                       |
| --------------------------------- | -------- | ------------------------------------------------ |
| - Al-Ghamdi 40' - Al Qahatani 47' | Chi tiết | - Jo'raqo'ziyev 45+1' - Jaloliddinov 80' (ph.đ.) |

| Uzbekistan                                                                          | 6–0      | Bangladesh |
| ----------------------------------------------------------------------------------- | -------- | ---------- |
| - Khoshimov 13', 17' - Begimov 14' - Toshtemirov 26' - Fayzullayev 64' - Odilov 89' | Chi tiết |            |

| Kuwait                          | 2–1      | Ả Rập Xê Út       |
| ------------------------------- | -------- | ----------------- |
| - Munshi 52' (l.n.) - Ayedh 56' | Chi tiết | - Al-Buraikan 26' |

| Ả Rập Xê Út                                  | 3–0      | Bangladesh |
| -------------------------------------------- | -------- | ---------- |
| - Abdulhamid 16' - Al-Johani 19' - Yahya 70' | Chi tiết |            |

| Kuwait     | 1–5      | Uzbekistan                                                                          |
| ---------- | -------- | ----------------------------------------------------------------------------------- |
| - Naji 65' | Chi tiết | - Rakhimkulov 37' - Erkinov 45+2', 90+4' - Jaloliddinov 51' - Khoshimov 68' (ph.đ.) |

### Bảng E
- Tất cả các trận đấu được tổ chức tại UAE.
- Thời gian được liệt kê là UTC+4.

| VT | Đội        | ST | T | H | B | BT | BB | HS | Đ | Giành quyền tham dự |
| -- | ---------- | -- | - | - | - | -- | -- | -- | - | ------------------- |
| 1  | UAE (H)    | 3  | 2 | 0 | 1 | 4  | 2  | +2 | 6 | Vòng chung kết      |
| 2  | Ấn Độ      | 3  | 1 | 1 | 1 | 2  | 2  | 0  | 4 |                     |
| 3  | Kyrgyzstan | 3  | 1 | 1 | 1 | 2  | 2  | 0  | 4 |                     |
| 4  | Oman       | 3  | 1 | 0 | 2 | 2  | 4  | −2 | 3 |                     |

| UAE                | 1–2      | Kyrgyzstan                        |
| ------------------ | -------- | --------------------------------- |
| - Al-Balochi 45+2' | Chi tiết | - Japarov 77' - Sharshenbekov 87' |

| Oman             | 1–2      | Ấn Độ                           |
| ---------------- | -------- | ------------------------------- |
| - Al-Musalmi 89' | Chi tiết | - Ali 7' (ph.đ.) - V. Singh 38' |

| Kyrgyzstan | 0–1      | Oman             |
| ---------- | -------- | ---------------- |
|            | Chi tiết | - Al-Alawi 90+2' |

| Ấn Độ | 0–1      | UAE                  |
| ----- | -------- | -------------------- |
|       | Chi tiết | - Idrees 82' (ph.đ.) |

| UAE                    | 2–0      | Oman |
| ---------------------- | -------- | ---- |
| - Fahad 1' - Saleh 87' | Chi tiết |      |

| Ấn Độ                                  | 0–0      | Kyrgyzstan                                       |
| -------------------------------------- | -------- | ------------------------------------------------ |
|                                        | Chi tiết |                                                  |
| Loạt sút luân lưu                      |          |                                                  |
| - Praveen - Danu - Wangjam - Rai - Ali | 4–2      | - Artykbaev - Artiukov - Sharshenbekov - Tashiev |

### Bảng F
- Tất cả các trận đấu được tổ chức tại Jordan.
- Thời gian được liệt kê là UTC+3.

| VT | Đội          | ST | T | H | B | BT | BB | HS | Đ | Giành quyền tham dự |
| -- | ------------ | -- | - | - | - | -- | -- | -- | - | ------------------- |
| 1  | Jordan (H)   | 2  | 1 | 1 | 0 | 2  | 1  | +1 | 4 | Vòng chung kết      |
| 2  | Turkmenistan | 2  | 1 | 0 | 1 | 3  | 2  | +1 | 3 | Vòng chung kết      |
| 3  | Palestine    | 2  | 0 | 1 | 1 | 2  | 4  | −2 | 1 |                     |

| Turkmenistan | 0–1      | Jordan      |
| ------------ | -------- | ----------- |
|              | Chi tiết | - Olwan 67' |

| Palestine | 1–3      | Turkmenistan                      |
| --------- | -------- | --------------------------------- |
| Mousa 47' | Chi tiết | - Hydyrow 18', 64' - Ballakow 88' |

| Jordan          | 1–1      | Palestine      |
| --------------- | -------- | -------------- |
| - Al-Naimat 48' | Chi tiết | - Mohammed 77' |

### Bảng G
- Tất cả các trận đấu được tổ chức tại Tajikistan.
- Thời gian được liệt kê là UTC+5.

| VT | Đội        | ST | T | H | B | BT | BB | HS | Đ | Giành quyền tham dự |
| -- | ---------- | -- | - | - | - | -- | -- | -- | - | ------------------- |
| 1  | Úc         | 2  | 2 | 0 | 0 | 4  | 2  | +2 | 6 | Vòng chung kết      |
| 2  | Indonesia  | 2  | 0 | 0 | 2 | 2  | 4  | −2 | 0 |                     |
| 3  | Trung Quốc | 0  | 0 | 0 | 0 | 0  | 0  | 0  | 0 | Rút lui             |
| 4  | Brunei     | 0  | 0 | 0 | 0 | 0  | 0  | 0  | 0 | Rút lui             |

1. ↑  Trung Quốc rút lui vào ngày 11 tháng 10 do lo ngại đại dịch COVID-19 tại Tajikistan.[14].
2. ↑  Brunei rút lui vào ngày 3 tháng 9.[15].

| Indonesia                    | 2–3      | Úc                                     |
| ---------------------------- | -------- | -------------------------------------- |
| - Sulaeman 68' - Hidayat 84' | Chi tiết | - Tokich 53' - Wood 59' - Italiano 77' |

| Úc         | 1–0      | Indonesia |
| ---------- | -------- | --------- |
| - Wood 10' | Chi tiết |           |

### Bảng H
- Tất cả các trận đấu được tổ chức tại Singapore.
- Thời gian được liệt kê là UTC+8.

| VT | Đội           | ST | T | H | B | BT | BB | HS  | Đ | Giành quyền tham dự |
| -- | ------------- | -- | - | - | - | -- | -- | --- | - | ------------------- |
| 1  | Hàn Quốc      | 3  | 3 | 0 | 0 | 14 | 1  | +13 | 9 | Vòng chung kết      |
| 2  | Singapore (H) | 3  | 1 | 1 | 1 | 4  | 7  | −3  | 4 |                     |
| 3  | Đông Timor    | 3  | 1 | 1 | 1 | 3  | 8  | −5  | 4 |                     |
| 4  | Philippines   | 3  | 0 | 0 | 3 | 0  | 5  | −5  | 0 |                     |

| Hàn Quốc                                                  | 3–0      | Philippines |
| --------------------------------------------------------- | -------- | ----------- |
| - Lee Kyu-hyuk 51' - Ko Jae-hyeon 74' - Park Jeong-in 89' | Chi tiết |             |

| Singapore                  | 2–2      | Đông Timor             |
| -------------------------- | -------- | ---------------------- |
| - Kweh 34' - Emaviwe 90+5' | Chi tiết | - Elias 39' - Gali 42' |

| Đông Timor | 0–6      | Hàn Quốc                                                                        |
| ---------- | -------- | ------------------------------------------------------------------------------- |
|            | Chi tiết | - Park Jeong-in 29', 32', 50' - Choi Jun 31' - Oh Hyun-gyu 82' - Kim Se-yun 87' |

| Philippines | 0–1      | Singapore  |
| ----------- | -------- | ---------- |
|             | Chi tiết | - Kweh 51' |

| Đông Timor | 1–0      | Philippines |
| ---------- | -------- | ----------- |
| - Mota 89' | Chi tiết |             |

| Hàn Quốc                                                                | 5–1      | Singapore  |
| ----------------------------------------------------------------------- | -------- | ---------- |
| - Kim Chan 3' - Cho Sang-jun 6' - Park Jeong-in 25', 40' - Choi Jun 50' | Chi tiết | - Adam 57' |

### Bảng I
- Tất cả các trận đấu ban đầu dự kiến được diễn ra tại Đài Loan, nhưng AFC đã quyết định thay đổi địa điểm sang Kyrgyzstan.[16]
- Thời gian được liệt kê là UTC+6.

| VT | Đội               | ST | T | H | B | BT | BB | HS | Đ | Giành quyền tham dự |
| -- | ----------------- | -- | - | - | - | -- | -- | -- | - | ------------------- |
| 1  | Việt Nam          | 2  | 2 | 0 | 0 | 2  | 0  | +2 | 6 | Vào vòng chung kết  |
| 2  | Myanmar           | 2  | 1 | 0 | 1 | 1  | 1  | 0  | 3 |                     |
| 3  | Đài Bắc Trung Hoa | 2  | 0 | 0 | 2 | 0  | 2  | −2 | 0 |                     |

| Đài Bắc Trung Hoa | 0–1      | Việt Nam        |
| ----------------- | -------- | --------------- |
| Chih-Huan 85'     | Chi tiết | Lê Văn Xuân 82' |

| Myanmar            | 1–0      | Đài Bắc Trung Hoa |
| ------------------ | -------- | ----------------- |
| Kaung Myat Thu 80' | Chi tiết |                   |

| Việt Nam          | 1–0      | Myanmar       |
| ----------------- | -------- | ------------- |
| Hồ Thanh Minh 59' | Chi tiết | Wunna Soe 80' |

### Bảng J
- Tất cả các trận đấu được tổ chức tại Mông Cổ.
- Thời gian được liệt kê là UTC+8.

| VT | Đội         | ST | T | H | B | BT | BB | HS | Đ | Giành quyền tham dự |
| -- | ----------- | -- | - | - | - | -- | -- | -- | - | ------------------- |
| 1  | Malaysia    | 3  | 2 | 1 | 0 | 2  | 0  | +2 | 7 | Vòng chung kết      |
| 2  | Thái Lan    | 3  | 1 | 2 | 0 | 4  | 1  | +3 | 5 | Vòng chung kết      |
| 3  | Lào         | 3  | 1 | 0 | 2 | 3  | 6  | −3 | 3 |                     |
| 4  | Mông Cổ (H) | 3  | 0 | 1 | 2 | 3  | 5  | −2 | 1 |                     |

| Thái Lan     | 1–1      | Mông Cổ     |
| ------------ | -------- | ----------- |
| - Jakkit 11' | Chi tiết | Batbold 76' |

| Malaysia  | 1–0      | Lào |
| --------- | -------- | --- |
| Azfar 68' | Chi tiết |     |

| Mông Cổ | 0–1      | Malaysia  |
| ------- | -------- | --------- |
|         | Chi tiết | Azfar 39' |

| Lào | 0–3      | Thái Lan                                             |
| --- | -------- | ---------------------------------------------------- |
|     | Chi tiết | - Thanawat 41' (ph.đ.) - Jakkit 58' - Korawich 90+2' |

| Thái Lan | 0–0      | Malaysia |
| -------- | -------- | -------- |
|          | Chi tiết |          |

| Lào                                               | 3–2      | Mông Cổ                               |
| ------------------------------------------------- | -------- | ------------------------------------- |
| - Bounkong 6' (ph.đ.), 74' - Gerelt-Od 46' (l.n.) | Chi tiết | - Sangvilay 22' (l.n.) - Oyuntuya 23' |

### Bảng K
- Tất cả các trận đấu được tổ chức tại Nhật Bản.
- Thời gian được liệt kê là UTC+9.

| VT | Đội               | ST | T | H | B | BT | BB | HS | Đ | Giành quyền tham dự |
| -- | ----------------- | -- | - | - | - | -- | -- | -- | - | ------------------- |
| 1  | Nhật Bản (H)      | 2  | 2 | 0 | 0 | 8  | 0  | +8 | 6 | Vòng chung kết      |
| 2  | Campuchia         | 2  | 1 | 0 | 1 | 4  | 6  | −2 | 3 |                     |
| 3  | Hồng Kông         | 2  | 0 | 0 | 2 | 2  | 8  | −6 | 0 |                     |
| 4  | CHDCND Triều Tiên | 0  | 0 | 0 | 0 | 0  | 0  | 0  | 0 | Rút lui             |

1. ↑  Vào ngày 29 tháng 7 năm 2021, CHDCND Triều Tiên đã bất ngờ rút khỏi vòng loại mà không rõ lý do. Để tránh ảnh hưởng đến sự cân bằng tại các bảng đấu, AFC quyết định sẽ có một đội từ các bảng G-J (trừ các đội ở nhóm hạt giống số 1 và các đội chủ nhà của các bảng đấu) được chuyển sang bảng K. Trong buổi bốc thăm vào ngày 11 tháng 8, Hồng Kông đã thay thế vị trí của Triều Tiên.

| Campuchia                                        | 4–2      | Hồng Kông                        |
| ------------------------------------------------ | -------- | -------------------------------- |
| - Chanthea 41', 54' - S.Kakada 56' - Ratanak 61' | Chi tiết | Lâm Tuấn Kiệt 81', 90+2' (ph.đ.) |

| Nhật Bản                                             | 4–0      | Campuchia |
| ---------------------------------------------------- | -------- | --------- |
| - Matsuki 10' - Koda 44' - Hosoya 52' - Nakamura 73' | Chi tiết |           |

| Hồng Kông | 0–4      | Nhật Bản                                 |
| --------- | -------- | ---------------------------------------- |
|           | Chi tiết | - Fuijo 14', 49' - Goke 63' - Hosoya 85' |

### Xếp hạng các đội nhì bảng đấu
Do sự khác biệt về số đội tại các bảng, kết quả đối đầu với đội xếp thứ tư của các bảng bốn đội sẽ không được tính đến khi xét thứ hạng này.
Các trường hợp ngoại lệ:
- Ở bảng D, kết quả đối đầu với đội chủ nhà Uzbekistan không được xét đến.
- Ở bảng G, kết quả của đội về nhì không được xét cho bảng xếp hạng này, vì bảng chỉ có hai đội.

| VT | Bg | Đội          | ST | T | H | B | BT | BB | HS | Đ | Giành quyền tham dự |
| -- | -- | ------------ | -- | - | - | - | -- | -- | -- | - | ------------------- |
| 1  | J  | Thái Lan     | 2  | 1 | 1 | 0 | 3  | 0  | +3 | 4 | Vòng chung kết      |
| 2  | D  | Ả Rập Xê Út  | 2  | 1 | 0 | 1 | 4  | 2  | +2 | 3 | Vòng chung kết      |
| 3  | F  | Turkmenistan | 2  | 1 | 0 | 1 | 3  | 2  | +1 | 3 | Vòng chung kết      |
| 4  | B  | Tajikistan   | 2  | 1 | 0 | 1 | 3  | 3  | 0  | 3 | Vòng chung kết      |
| 5  | C  | Bahrain      | 2  | 1 | 0 | 1 | 3  | 3  | 0  | 3 |                     |
| 6  | I  | Myanmar      | 2  | 1 | 0 | 1 | 1  | 1  | 0  | 3 |                     |
| 7  | K  | Campuchia    | 2  | 1 | 0 | 1 | 4  | 6  | −2 | 3 |                     |
| 8  | A  | Syria        | 2  | 0 | 2 | 0 | 1  | 1  | 0  | 2 |                     |
| 9  | E  | Ấn Độ        | 2  | 0 | 1 | 1 | 0  | 1  | −1 | 1 |                     |
| 10 | H  | Singapore    | 2  | 0 | 1 | 1 | 3  | 7  | −4 | 1 |                     |

1. 1 2  Điểm kỷ luật: Tajikistan –1, Bahrain –2.

## Các đội vượt qua vòng loại
Dưới đây là các đội tuyển đã vượt qua vòng loại để thi đấu tại Cúp bóng đá U-23 châu Á 2022.
| Đội tuyển    | Tư cách vượt qua vòng loại       | Ngày vượt qua vòng loại | Tham dự Giải vô địch bóng đá U-23 châu Á trước đây1 |
| ------------ | -------------------------------- | ----------------------- | --------------------------------------------------- |
| Uzbekistan   | Chủ nhà                          | 18 tháng 3 năm 2021     | 4 (2013, 2016, 2018, 2020)                          |
| Qatar        | Nhất bảng A                      | 31 tháng 10 năm 2021    | 3 (2016, 2018, 2020)                                |
| Iran         | Nhất bảng B                      | 31 tháng 10 năm 2021    | 3 (2013, 2016, 2020)                                |
| Iraq         | Nhất bảng C                      | 31 tháng 10 năm 2021    | 4 (2013, 2016, 2018, 2020)                          |
| Kuwait       | Nhất bảng D                      | 30 tháng 10 năm 2021    | 1 (2013)                                            |
| UAE          | Nhất bảng E                      | 30 tháng 10 năm 2021    | 3 (2013, 2016, 2020)                                |
| Jordan       | Nhất bảng F                      | 31 tháng 10 năm 2021    | 4 (2013, 2016, 2018, 2020)                          |
| Úc           | Nhất bảng G                      | 29 tháng 10 năm 2021    | 4 (2013, 2016, 2018, 2020)                          |
| Hàn Quốc     | Nhất bảng H                      | 31 tháng 10 năm 2021    | 4 (2013, 2016, 2018, 2020)                          |
| Việt Nam     | Nhất bảng I                      | 2 tháng 11 năm 2021     | 3 (2016, 2018, 2020)                                |
| Malaysia     | Nhất bảng J                      | 31 tháng 10 năm 2021    | 1 (2018)                                            |
| Nhật Bản     | Nhất bảng K                      | 28 tháng 10 năm 2021    | 4 (2013, 2016, 2018, 2020)                          |
| Thái Lan     | Nhì bảng tốt nhất/ Nhì bảng J    | 28 tháng 10 năm 2021    | 3 (2016, 2018, 2020)                                |
| Ả Rập Xê Út  | Nhì bảng tốt thứ hai/ Nhì bảng D | 2 tháng 11 năm 2021     | 4 (2013, 2016, 2018, 2020)                          |
| Turkmenistan | Nhì bảng tốt thứ ba/ Nhì bảng F  | 31 tháng 10 năm 2021    | 0 (Lần đầu)                                         |
| Tajikistan   | Nhì bảng tốt thứ tư/ Nhì bảng B  | 2 tháng 11 năm 2021     | 0 (Lần đầu)                                         |

1 Chữ đậm chỉ ra đội vô địch của năm đó. Chữ nghiêng chỉ ra đội chủ nhà của năm đó.

## Cầu thủ ghi bàn
Đã có 146 bàn thắng ghi được trong 50 trận đấu, trung bình 2.92 bàn thắng mỗi trận đấu.
5 bàn thắng
- Park Jeong-in

4 bàn thắng
- Yasin Salmani
- Hashim Ali

3 bàn thắng
- Ulugbek Khoshimov

2 bàn thắng
- Patrick Wood
- Sieng Chanthea
- Lâm Tuấn Kiệt
- Mehdi Limouchi
- Hossein Nokhodkar
- Wakaa Ramadhan
- Shota Fujio
- Mao Hosoya
- Yousef Ayedh
- Bounphachan Bounkong
- Zein Farran
- Azfar Fikri
- Glenn Kweh
- Choi Jun
- Ali Bashmani
- Vahdat Hanonov
- Jakkit Palapon
- Şamämmet Hydyrow
- Khozhimat Erkinov
- Jasurbek Jaloliddinov

1 bàn thắng
- Jacob Italiano
- Marc Tokich
- Abbas Al-Asfoor
- Adnan Fawaz
- Mohammed Abdul Qayoom
- Lim Pisoth
- Min Ratanak
- Rahim Ali
- Vikram Pratap Singh
- Taufik Hidayat
- Witan Sulaeman
- Milad Kor
- Hasan Abdulkareem
- Moamel Abdulridha
- Muntadher Mohammed
- Sohaib Raad
- Ahmed Sartip
- Yuta Goke
- Hidemasa Koda
- Kuryu Matsuki
- Jiro Nakamura
- Yazan Al-Naimat
- Ali Olwan
- Abdulaziz Naji
- Amir Japarov
- Arlen Sharshenbekov
- Mohamad Haidar
- Mohamad Nasser
- Baljinnyam Batbold
- Oyunbold Oyuntuya
- Kaung Myat Thu
- Arshad Al-Alawi
- Waleed Al-Musalmi
- Wajdi Mohammed
- Bader Mousa
- Yusuf Abdurisag
- Naif Al-Hadhrami
- Khaled Mohammed
- Ahmed Suhail
- Mohammed Waad
- Saud Abdulhamid
- Firas Al-Buraikan
- Hamed Al-Ghamdi
- Ziyad Al-Johani
- Abdulmohsen Al-Qahtani
- Ayman Yahya
- Nur Adam Abdullah
- Jordan Emaviwe
- Cho Sang-jun
- Lee Kyu-hyuk
- Kim Chan
- Kim Se-yun
- Ko Jae-hyeon
- Oh Hyun-gyu
- Mohammad Al-Hallak
- Mohammad Malta
- Muhammadali Azizboev
- Ahmadkhon Emomali
- Shervoni Mabatshoev
- Ehson Panjshanbe
- Rustam Soirov
- Sharafdzhon Solehov
- Islom Zoirov
- Thanawat Suengchitthawon
- Korawich Tasa
- Elias
- Paulo Gali
- Zenivio
- Welmyrat Ballakow
- Khalid Al-Balochi
- Marwan Fahad
- Abdulla Idrees
- Ali Saleh
- Eldorbek Begimov
- Abbosbek Fayzullayev
- Otabek Jurakuziyev
- Alisher Odilov
- Diyorbek Rakhimkulov
- Asliddin Toshtemirov
- Hồ Thanh Minh
- Lê Văn Xuân
- Omar Al-Dahi
- Nasser Al-Gahwashi
- Emad Al-Godaimah

1 bàn phản lưới nhà
- Phoutthavong Sangvilay (trong trận gặp Mông Cổ)
- Bat-Orgil Gerelt-Od (trong trận gặp Lào)
- Yusuf Abdurisag (trong trận gặp Syria)
- Bader Munshi (trong trận gặp Kuwait)
- Abdul Basith (trong trận gặp Syria)

Nguồn: AFC